# Bromelia villosa
Bromelia villosa är en gräsväxtart som beskrevs av Carl Christian Mez. Bromelia villosa ingår i släktet Bromelia och familjen Bromeliaceae. Inga underarter finns listade i Catalogue of Life.